# 紀真丘
紀 真丘（き の まおか）は、平安時代初期から前期にかけての貴族。官位は従五位下・河内守。

## 経歴
承和14年（847年）従五位下に叙される。嘉祥2年（849年）長門守に任ぜられた後、但馬権介・但馬介・上野介と仁明朝末から清和朝初頭にかけて地方官を歴任した。
貞観7年（865年）諸陵頭として京官に遷るが、散位を経て、貞観11年（869年）河内守に任ぜられ再び地方官を務めている。

## 官歴
『六国史』による。
- 時期不詳：正六位上
- 承和14年（847年） 正月7日：従五位下
- 嘉祥2年（849年） 正月13日：長門守
- 斉衡3年（856年） 正月12日：但馬権介
- 斉衡4年（857年） 2月16日：但馬介
- 貞観5年（863年） 2月16日：上野介
- 貞観7年（865年） 正月27日：諸陵頭
- 貞観11年（869年） 正月13日：河内守